# 16-я бронетанковая дивизия (Иран)
16-я бронетанковая дивизия (перс. لشکر ۱۶ زرهی‎) — тактическое соединение сухопутных войск Ирана.
Базируется в Казвине, остан Казвин.

## История
Формирование дивизии начато в 1963 году на базе подразделений Исфаханской, Марагинской и Керманшахской бригад. В 1969 году дивизия была официально сформирована и вошла в состав сухопутных войск Шахиншахского Государства Иран.
Дивизия приняла участие в Ирано-иракской войне, в ходе которой провела 24 операции, из которых 10 наступательных. После окончания войны на плечи сапёров дивизии легла задача по разминированию местности.
5—9 января 1981 года 16-я бронетанковая дивизия провела операцию «Наср», ставшую крупнейшим танковым сражением Ирано-иракской войны. Усилия дивизии помешали иракской армии продвинуться к Ахвазу. Через день дивизия приняла участие в операции «Таваккол» 10 января 1981. Также дивизия участвовала в операциях «Тарик ол-Кудс», «Фатх ол-Мобин», «Бейт ол-Мокаддас».

## Вооружение
На 2021 год соединение имело 367 танков, 350 бронетранспортёров, 60 артиллерийских орудий, 38 вертолётов и 26 тысяч человек личного состава.